# 拉斯维加斯杜莎夫人蜡像馆
拉斯维加斯杜莎夫人蜡像馆 (英語：Madame Tussauds Las Vegas) 是位于美国拉斯维加斯的一个蜡像馆，是默林娱乐杜莎夫人蜡像馆的分馆。

## 历史
它1999年开馆，也是美国本土第一家蜡像馆。超过100尊名人蜡像，包括电影电视大咖，运动员，音乐家和漫威超级英雄。此外还有一个4D电影院。接下来纽约分馆2000年开幕，华盛顿分馆2007年开幕，好莱坞分馆2009年开幕。

## 蜡像制作过程
蜡像制造大约需要4－6个月。在场馆选址调查后，调查员会尽量多收集所选名人的信息，包括其发型，普通面部表情以及服饰偏好等。如果名人有可能会和杜莎夫人蜡像馆的造型师会面，进行超过150次测量和200张图像，使用油画涂料创作一幅逼真的皮肤肤色。整尊蜡像不仅仅包括蜡，还有粘土和钢。一些名人还会亲自参与他们蜡像的制造中，格温·史蒂芬妮就是亲自和内部团队合作参与其蜡像制造。黑眼豆豆组合的菲姬也曾捐赠自己的一条裙子给蜡像馆。

## 名人
| 电视明星      | 好莱坞明星          | 流行明星      | 运动员        |
| ------------- | ------------------- | ------------- | ------------- |
| 索菲娅·维加拉 | 桑德拉·布洛克       | 蕾哈娜        | 穆罕默德·阿里 |
| 西蒙·考威尔   | 莱昂纳多·迪卡普里奥 | 惠特妮·休斯顿 | Chuck Liddell |
| 伊娃·朗格里亚 | 哈莉·贝瑞           | Lady Gaga     | 泰格·伍兹     |
| 凯西·格里芬   | 休·海夫纳           | 迈克尔·杰克逊 | 沙奎尔·奥尼尔 |
| 罗伯特·帕丁森 | 珍妮弗·洛佩兹       | Gwen Stefani  |               |
| Notes:        |                     |               |               |